# Чжун Аньцзу, Томас
Томас Чжун Аньцзу (7 августа 1952 год, Китай) — католический прелат, епископ Цзяи с 24 января 2008 по 23 мая 2020 года, архиепископ Тайбэя с 23 мая 2020 года.

## Биография
26 декабря 1981 года был рукоположён в священника.
31 октября 2006 года Римский папа Бенедикт XVI назначил его вспомогательным епископом Тайбэя и титулярным епископом Мунацианы. 30 декабря 2006 года состоялось рукоположение Томаса Чжун Аньцзу в епископа, которое совершил архиепископ Тайбэя Чжэн Цзайфа, ИосифИосиф Чжэн Цзайфа в сослужении с епископом Тайнаня Боско Линь Цзинань и епископом Гаосюна Петром Лю Чжэнчжуном.
24 января 2008 года Римский папа Бенедикт XVI назначил Томаса Чжун Аньцзу епископом Цзяи. 23 мая 2020 года назначен архиепископом Тайбэя.